# Hawazin
Els hawazin (àrab: هوازن, Hawāzin) són un grup de tribus del nord de l'Aràbia Saudita originades amb Hawazin ibn Mansur. Les tribus que formen el grup són:
- Amir ibn Sasaa
- Thaqif
- Juixam ibn Muàwiya ibn Bakr
- Nasr ibn Muàwiya ibn Bakr
- Banu Sad ibn Bakr

Els hawazin adoraven l'ídol Jihar a Ukaz. Van ser tributaris dels ghatafan quan aquestos estaven governats per Zuhayr ibn Jadhima, però es van independitzar a la mort de Zuhayr. Van estar també en guerra amb els quraixites de la Meca amb els quals els thakif (de Taïf) disputaven l'hegemonia comercial; la guerra més famosa fou l'anomenada 'guerra de fijar' (Harb al-fijar); encara que els quraixites foren derrotats més d'una vegada, van aconseguir el triomf final; es va acordar la pau i el poder a Taïf va passar a la fracció ahlaf dels thakif, que era aliada dels quraixites.
Mahoma va tenir alguns contactes limitats amb els hawazin abans del 630. En aquesta data els hawazin dirigits per Màlik ibn Awi (dels Nasr) concentraven tropes per atacar la Meca, amb paper destacat pels thakif i la seva antiga rivalitat amb aquesta ciutat. Mahoma va reunir dos mil soldats per fer front a l'amenaça i es va lliurar la batalla de Hunayn, de la que el Profeta va emergir victoriós. La generositat de Mahoma amb els derrotats va portar a la tribu al camp musulmà. Van participar en la Rida (632).